# Heinrich Klatte
Heinrich August Klatte (1817 - 1887) was lid van de Duincommissie.

## Duincommissie

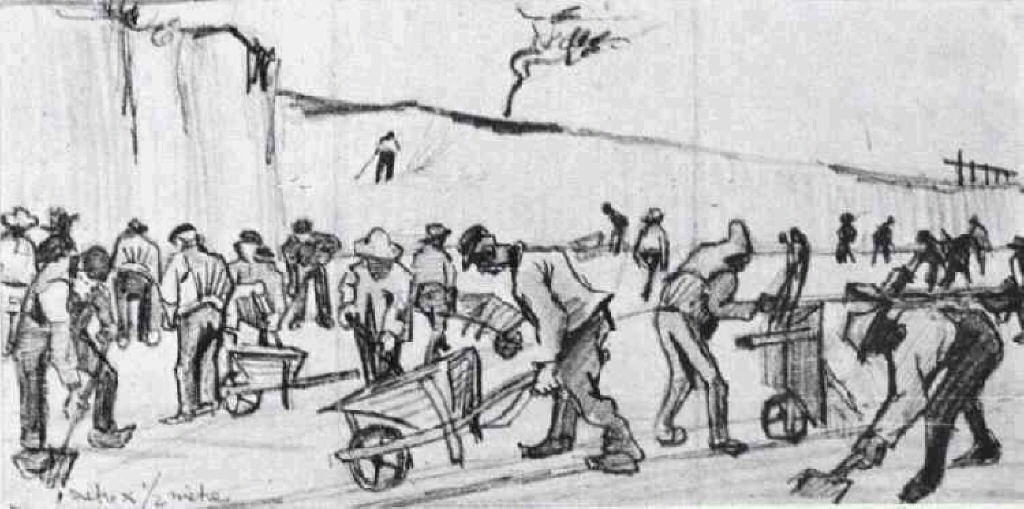
Duinmannetjes graven het Dekkersduin af
door Van Gogh

In de tijd van koning Willem II werd Den Haag uitgebreid buiten de Haagse grachtengordel. Duinen werden afgegraven om ruimte te maken voor woningbouw en tuinbouw. Het afgegraven zand werd gebruikt voor woningbouw en de aanleg van straten. Uitvoerder van de afgravingen was de Duincommissie, waarvan Klatte opzichter was. Hij was zeer begaan met de armen in Den Haag. Toen Duttendel, eigendom van het Kroondomein, afgegraven moest worden, stelde hij vier mannen aan, die ieder op een grote akker aardappelen moesten verbouwen. Zij verzamelden arme arbeiders, die blij waren daar enkele maanden te werken. Dit gebeurde in de wintermaanden, want in april moesten de akkers klaar en bemest zijn, want dan moesten de aardappelen gepoot worden. De vier mannen kregen iedere week acht gulden, hun arbeiders, die duinmannetjes genoemd werden, kregen 4,80 gulden. 

## Regent
Klatte was tevens regent van een Evangelisch-Luthers weeshuis in de huidige Lange Lombardstraat in Den Haag. Op de gevel van nummer 40 is een beeltenis van hem te zien. Het weeshuis werd in 1773 gebouwd en de straat werd toen de Tuchtstraat genoemd. Er werd voor onderwijs gezorgd maar in 1876 werd de school opgeheven. Toen Klatte overleed, liet hij aan het weeshuis voldoende geld na om het gebouw af te breken en een nieuw weeshuis te laten bouwen door  G. Brouwer jr. en E.F. Ehnle (1862-1922). Vanaf 1921 werden geen wezen meer aangenomen, in 1930 sloot het weeshuis en werd het gebouw verkocht. In 1976 werd het gebouw afgebroken.

## Vernoeming
Een jaar voor zijn overlijden werd de Klatteweg naar hem genoemd als dank voor zijn armenzorg. Deze straat werd in 1886 aangelegd en liep vanaf de Koninginnegracht langs het Hubertusduin naar Klein Zwitserland. Voor 1870 was daar al een pad dat naar het terrein van schietvereniging Petit St Hubert voerde. Aan de Klatteweg ligt HC Klein Zwitserland.